# La Cuadrilla
La Cuadrilla és el nom amb el qual es coneix a la dupla formada pels directors de cinema madrilenys Santiago Aguilar (1959) i Luis Guridi (1958).

## Història
El binomi es coneix en 1979 mentre tots dos estudien en la Facultat de Ciències de la Informació, forma grup amb Raúl Barbé (tercer membre de la Cuadrilla) i comença a filmar en súper 8 i, a partir de 1984, en 35 mm, amb un equip fix de tècnics.
El que no resulta fix és el nom amb el qual signen els seus curts, que defineixen com a “bretolades de diversos gèneres”.
Així, l'Escuadrilla Lafayette roda Cupido se enamora/cm. (1984); La Cuadrilla Doroteo Arango signa la fantasia mexicana Un gobernador huracanado/cm. (1985); la Cuadrilla Luisguridi realitza amb Pez/cm. (1985) una història de l'hombre-peix...; l'Escuadra Cobra fa una intriga maçònica titulada Shh.../cm. (1986); l'Escuadrón Soufflé realitza l'homenatge a Mack Sennet Tarta-Tarta-Hey/cm. (1987) i l'Escuadlilla Amalilla signa i rubrica La hija de Fu-Manchú ‘72/cm. (1990). Durant quatre anys escriuen guions de llargs fins que se'ls ofereix l'oportunitat de rodar, ja sense Raúl Barbé, Justino, un asesino de la tercera edad (1994), filmat en super 16 mm, en blanc i negre i per menys de vint milions, donant llum a una insòlita història negra que enllaça amb sorprenent eficàcia i sense picades d'ullet amb l'humor de Rafael Azcona i La Codorniz.
El seu èxit els permet guanyar el Premi Goya a la millor direcció novella i rodar a l'any següent Matías, juez de línea (1996), segon títol d'una anunciada trilogia, batejada oficiosament Café, copa y puro o España por la puerta de atrás, amb la qual es proposen explorar la vida de “personatges espanyols de segona fila, aquests que salin d'escena sense aplaudiments ni xiulets”.
Culminen la trilogia amb Atilano Presidente (1998).

## Filmografia

### Llargmetratges
- Justino, un asesino de la tercera edad (1994)
- Matias, juez de línea (1996)
- Atilano Presidente (1998)

### Curtmetratges 35 mm (1994-1990)
- Cupido se enamora (1984)
- Un gobernador Huracanado (1985)
- Pez...(1985)
- Shh... (1986)
- Tarta tarta hey (1987)
- La hija de Fúmanchú 72 (1990)
- Justino se va de farra (1998)

### Curtmetratges Super 8
- Prop de 35 curtmetratges rodats en format super 8 entre els anys 1985 i 1990

## Publicacions
- LA CUADRILLA, Café, copa y puro, 20 ejemplares numerados e ilustrados a mano, edición de los autores, 1998.
- LA CUADRILLA, España por la puerta de atrás: Dos guiones escritos por La Cuadrilla.
- Justino, un asesino de la tercera edad / Matías, juez de línea. Mario Ayuso Editor, 1996.
- LA CUADRILLA, Café, copa y puro: La historia de La Cuadrilla tal como nosotros la recordamos, Madrid, Ocho y medio, Colección Farenheit 451, 2005.

## Premis
Medalles del Cercle d'Escriptors Cinematogràfics
| Any  | Categoria       | Pel·lícula                             | Resultat   |
| ---- | --------------- | -------------------------------------- | ---------- |
| 1994 | Premi revelació | Justino, un asesino de la tercera edad | Guanyadors |

Premis Goya
| Any       | Categoria              | Pel·lícula                             | Resultat  |
| --------- | ---------------------- | -------------------------------------- | --------- |
| IX edició | Millor director novell | Justino, un asesino de la tercera edad | Guanyador |